# Jüri Tuulik
Jüri Tuulik (Abruka-sziget, 1940. február 22. – Kuressaare, 2014. július 3.) észt író. Ülo  Tuulik író ikertestvére.

## Élete
Észtország német megszállásakor erőszakkal evakuálták a családjával együtt (1944–1945). 1947 és 1952 között az Abruka szigetén járt általános iskolába, 1952 és 1958 között a Kingissepa (ma: Kuressaare) középiskolájában tanult. 1958-tól a Tartui Egyetemen észt nyelvet és irodalmat, tanult: 1963-ban szerzett diplomát. Ezután újságíróként dolgozott, majd 1969-ban szabadfoglalkozású író lett. 1972 óta az Észt Írók Szövetségének tagja. Sokáig Tallinnban élt.

## Munkássága
Tuulik 1956-ban debütált a helyi újságokban, első könyve 1966-ban jelent meg az úgynevezett "kazettás generáció" negyedik kazettájában: Tund enne väljasõitu (Egy órával az indulás előtt). Tömörségével, kitűnő jellemábrázolásával és rendkívül jó humorérzékével hívta fel magára a figyelmet. Ezt követően számos más könyvet jelentetett meg, amelyek többségében egyszerű, népi humorral ábrázolták az országot. Számos művében a nyugat-észt szigetek dialektusát használta, ami további helyi színt kölcsönzött a prózájának. Tuulik színdarabot és rádiójátékot is írt. A könyveit bolgár, lett, lengyel, orosz és német nyelvre is lefordították.

## Művei
- Tund enne väljasõitu (novellák, 1962–1964, és 1966) Egy órával az indulás előtt
- Vana loss. Abruka lood (novellák, 1972) Az öreg kastély. Abrukai története
- Meretagune asi (novellák, 1976) Tengerentúli eset
- Vares (kisregény, 1979) A varjú
- Pulmad Abruka moodi (színművek, 1979) Lakodalom abrukai módra
- Külatraagik (novellák, 1980) A falu tragikája
- Hirvesarvetuba (humoreszkek és hangjátékok, 1983) Szarvasagancsszoba
- Mehed ja koerad (1985) Férfiak és kutyák
- Haab (1989)
- Mere ja taeva vahel (1991) A tenger és az ég között (Ülo Tuulikkal  együtt)
- Üksik lind mere kohal (2002) Magányos madár a tenger felett
- Linnusita (2004)
- Nässu és Loviisaga (2005)
- Viimased kotkad (2006) Az utolsó sasok
- Raim, pisike kena kala (2008)
- Aprillipörsas (2009) Az április malac
- Nende aastate pilved (2011) Azoknak az éveknek a felhői

## Magyarul
- Fehérvári Győző (szerk.): A szélőrlő – Észt elbeszélők[3] [4] (Európa Könyvkiadó, Budapest, 1981) ISBN 9630720779
- Darvak vonulása (dráma, Nemes G. Zsuzsanna, Tízpróba. Mai szovjet egyfelvonásosok, 1984)[5]
- Három nap Görögországban (Nemes G. Zsuzsanna, dráma, Szovjet Irodalom, 1985, 8.)

## Díjai, elismerései
- Eduard Vilde irodalmi díj (1977)
- Juhan Smuul éves irodalmi díj (1978)
- Juhan Smuul-díj (1980, prózaért)
- Az Észt Szovjet Szocialista Köztársaság érdemes írója (1986)
- Augusztus Mälk-díj (novelláért)
- Oskar Luts Humor-díj (2005)
- Hendrik Krumm kulturális ösztöndíj (2005)
- Tuglas Friedebert-díj (2009, novelláért)

## Fordítás
- Ez a szócikk részben vagy egészben  a   Jüri Tuulik című német Wikipédia-szócikk ezen változatának fordításán alapul.  Az eredeti cikk szerkesztőit annak laptörténete sorolja fel. Ez a jelzés csupán a megfogalmazás eredetét és a szerzői jogokat jelzi, nem szolgál a cikkben szereplő információk forrásmegjelöléseként.